# Bombardier Learjet 55
O Gates Learjet 55 é uma aeronave bimotor executiva de porte médio e alta performance, com capacidade para transportar confortavelmente quatro ou seis passageiros, com motorização turbofan da marca Garret, projetado para viagens internacionais e intercontinentais, fabricado na década de 1980 nos Estados Unidos pela empresa americana Learjet, que utilizou como base um outro projeto similar de asa "Longhorn" e motor do Learjet 35, do mesmo tradicional fabricante de jatos executivos. 

## Desenvolvimento e mercado
Na prática, o Learjet 55 foi o primeiro produto da Learjet projetado para viagens intercontinentais, e o projeto foi usado como base para dar origem, na década de 1990, ao confortável Learjet 60, um sucesso de vendas.
Já na década de 1980, foi lançado no Learjet 55 as primeiras versões para a aviação executiva do sistema de navegação EFIS (Electronic Flight Instrument System), na época considerado um grande avanço, mas naquela época a interface do sistema de navegação ainda estava disponível nos antigos tubos de raios catódicos, o que atualmente não existe em aeronaves modernas.
A Learjet oferecia o modelo Learjet 55 com alcance de cerca de 4.000 quilômetros na sua versão básica (lotado / 75% potência / com reservas), equipado com galley com refrigerador para bebidas, água mineral, sucos e refrigerantes, forno para refeições rápidas e pequeno armário para talheres, pratos e copos. O toalete tem pia para lavar as mãos e escovar os dentes.
O Learjet 55 sobe direto até 15.000 metros em menos de meia hora, após a decolagem. Jatos executivos de alta performance como este estão menos sujeitos a turbulências de mau tempo.